# عرقون صغير
عرقون صغير (الاسم العلمي:Euphrasia minima) هو نوع من النباتات يتبع جنس العرقون من الفصيلة الهالوكية. تم وصف هذا النوع من النبات علمياً لأول مرة من قبل أوغستان بيرام دو كندول ونيكولاس جوزيف فون جاكوين سنة 1805.